# Tiny Hoekstra
Tiny Hoekstra (Rinsumageest, 15 september 1996) is een voormalig Nederlands voetbalster die  uitkwam voor sc Heerenveen en Ajax. Ze speelde tot de B-junioren bij Voetbalclub Rinsumageest uit Rinsumageest en daarna bij sc Heerenveen. In 2013 speelde ze twee wedstrijden voor Oranje O17, en in 2014 en 2015 vijf wedstrijden voor Oranje O19. In mei 2025 maakte Hoekstra bekend na het seizoen 2024/25 te stoppen als profvoetbalster.

## Carrièrestatistieken
| Seizoen                    | Club            | Land            | Competitie          | Competitie | Competitie | Beker | Beker | Internationaal | Internationaal | Overig | Overig | Totaal | Totaal |
| Seizoen                    | Club            | Land            | Competitie          | Wed.       | Dlp.       | Wed.  | Dlp.  | Wed.           | Dlp.           | Wed.   | Dlp.   | Wed.   | Dlp.   |
| -------------------------- | --------------- | --------------- | ------------------- | ---------- | ---------- | ----- | ----- | -------------- | -------------- | ------ | ------ | ------ | ------ |
| 2012/13                    | sc Heerenveen   | Nederland       | Women's BeNe League | 17         | 2          | 0     | 0     | –              | –              | –      | –      | 17     | 2      |
| 2013/14                    | sc Heerenveen   | Nederland       | Women's BeNe League | 19         | 1          | 0     | 0     | –              | –              | –      | –      | 19     | 1      |
| 2014/15                    | sc Heerenveen   | Nederland       | Women's BeNe League | 22         | 4          | 0     | 0     | –              | –              | –      | –      | 16     | 2      |
| 2015/16                    | sc Heerenveen   | Nederland       | Eredivisie          | 17         | 2          | 0     | 0     | –              | –              | –      | –      |        |        |
| 2016/17                    | sc Heerenveen   | Nederland       | Eredivisie          | 26         | 8          | 0     | 0     | –              | –              | –      | –      |        |        |
| 2017/18                    | sc Heerenveen   | Nederland       | Eredivisie          | 24         | 13         | 0     | 0     | –              | –              | –      | –      |        |        |
| 2018/19                    | sc Heerenveen   | Nederland       | Eredivisie          | 24         | 27         | 0     | 0     | –              | –              | –      | –      |        |        |
| 2019/20                    | sc Heerenveen   | Nederland       | Eredivisie          | 12         | 4          | 0     | 0     | –              | –              | –      | –      |        |        |
| 2020/21                    | sc Heerenveen   | Nederland       | Eredivisie          | 12         | 2          | 0     | 0     | –              | –              | –      | –      |        |        |
| 2021/22                    | Ajax            | Nederland       | Eredivisie          | 21         | 4          | 0     | 0     | –              | –              | –      | –      | 21     | 4      |
| 2022/23                    | Ajax            | Nederland       | Eredivisie          | 19         | 15         | 0     | 0     | –              | –              | –      | –      | 19     | 15     |
| 2023/24                    | Ajax            | Nederland       | Eredivisie          | 18         | 9          | 0     | 0     | –              | –              | –      | –      | 18     | 9      |
| 2024/25                    | Ajax            | Nederland       | Eredivisie          | 20         | 11         | 0     | 0     | –              | –              | –      | –      |        | -      |
| Carrière totaal            | Carrière totaal | Carrière totaal | Carrière totaal     | 251        | 102        | 25    | 12    | 0              | 0              | 0      | 0      | 251    | 102    |
| Bijgewerkt tot 16 mei 2025 |                 |                 |                     |            |            |       |       |                |                |        |        |        |        |

Zie soccerway.com